# Мизинер
Мизинер (мар. Мызэҥер) — деревня в Моркинском районе Республики Марий Эл. Входит в состав Шалинского сельского поселения.

## География
Находится в юго-восточной части республики Марий Эл на расстоянии приблизительно 14 км по прямой на запад от районного центра посёлка Морки.

## История
Известна с 1839 года как выселок Мизинер, где находилось 8 дворов, числилось 26 душ мужского пола. В 1859 году проживали 106 человек, в 1895 году (околоток Мизинер) проживали 153 человека, мари, в 1914 году 262 человека, в924 вг. 281, в 1959 году 250. В 2004 году в деревне оставалось 40 хозяйств. В советское время работали колхозы «Мизинер» и «Победа».

## Население
Население составляло 107 человек (мари 99 %) в 2002 году, 88 в 2010.